# US Open 2005
Lo US Open 2005 è stata la 125ª edizione dello US Open e quarta prova stagionale dello Slam. Si è disputato dal 29 agosto all'11 settembre 2005 al USTA Billie Jean King National Tennis Center in Flushing Meadows di New York negli Stati Uniti.
Il singolare maschile è stato vinto dallo svizzero Roger Federer, che si è imposto sullo statunitense Andre Agassi in quattro set col punteggio di 6–3, 2–6, 7–6(1), 6–1. Il singolare femminile è stato vinto dalla belga Kim Clijsters, che ha battuto la francese Mary Pierce. 
Nel doppio maschile si sono imposti Bob e Mike Bryan. Nel doppio femminile hanno trionfato Lisa Raymond e Samantha Stosur. 
Nel doppio misto la vittoria è andata alla slovacca Daniela Hantuchová, in coppia con Mahesh Bhupathi.

## Risultati

### Singolare maschile
Roger Federer ha battuto in finale  Andre Agassi con il punteggio di 6–3, 2–6, 7–6(1), 6–1.

### Singolare femminile
Kim Clijsters ha battuto in finale  Mary Pierce con il punteggio di 6–3, 6–1.

### Doppio maschile
Bob Bryan /  Mike Bryan hanno battuto in finale  Jonas Björkman /  Maks Mirny con il punteggio di 6–1, 6–4.

### Doppio femminile
Lisa Raymond /  Samantha Stosur hanno battuto in finale  Elena Dement'eva /  Flavia Pennetta con il punteggio di 6–2, 5–7, 6–3.

### Doppio misto
Daniela Hantuchová /  Mahesh Bhupathi hanno battuto in finale  Katarina Srebotnik /  Nenad Zimonjić con il punteggio di 6–4, 6–2.

## Junior

### Singolare ragazzi
Ryan Sweeting ha battuto in finale  Jérémy Chardy con il punteggio di 6–4, 6–4.

### Singolare ragazze
Viktoryja Azaranka ha battuto in finale  Alexa Glatch con il punteggio di 6–3, 6–4.

### Doppio ragazzi
Alex Clayton /  Donald Young hanno battuto in finale  Carsten Ball /  Thiemo de Bakker con il punteggio di 7–6(3), 4–6, 7–5.

### Doppio ragazze
Nikola Franková /  Alisa Klejbanova hanno battuto in finale  Alexa Glatch /  Vania King con il punteggio di 7–5, 7–6(3).